# تیلی نو ئیه
تیلی نو ئیه، روستایی از توابع بخش هنزا شهرستان رابر در استان کرمان ایران است.

## جمعیت
این روستا در دهستان جواران قرار دارد و براساس سرشماری مرکز آمار ایران در سال ۱۳۸۵، جمعیت آن ۴۶ نفر (۸خانوار) و براساس سرشماری مرکز آمار ایران در سال ۱۳۹۵، کمتر از سه خانوار بوده‌است.